# Prélude et fugue en sol majeur (BWV 860)
Le Clavier bien tempéré I
Pour un article plus général, voir Le Clavier bien tempéré.
Le prélude et fugue en sol majeur (BWV 860) est le quinzième couple de préludes et fugues du premier livre du Clavier bien tempéré de Jean-Sébastien Bach, compilé vers 1722.
Un exemple d'expression de la joie débordante dans la tonalité de sol majeur. Le prélude est vivant et animé avec feu dans une forme d'un seul bloc. La fugue, dans son allure de petit concerto destiné aux doigts agiles, est brillante et tout aussi joyeuse que son prélude.

## Prélude
Le prélude, noté 
 à la main droite et  à la main gauche, comporte seulement 19 mesures.
Il est coulé d'un bloc dans un constant tournoiement des doubles-croches, du début à la fin. La mesure utilisée est peut-être dans le but de s'éviter la peine de marquer les triolets. Certaines éditions présentent, comme ici 
/, d'autres deux fois l'un ou deux fois l'autre.

## Fugue

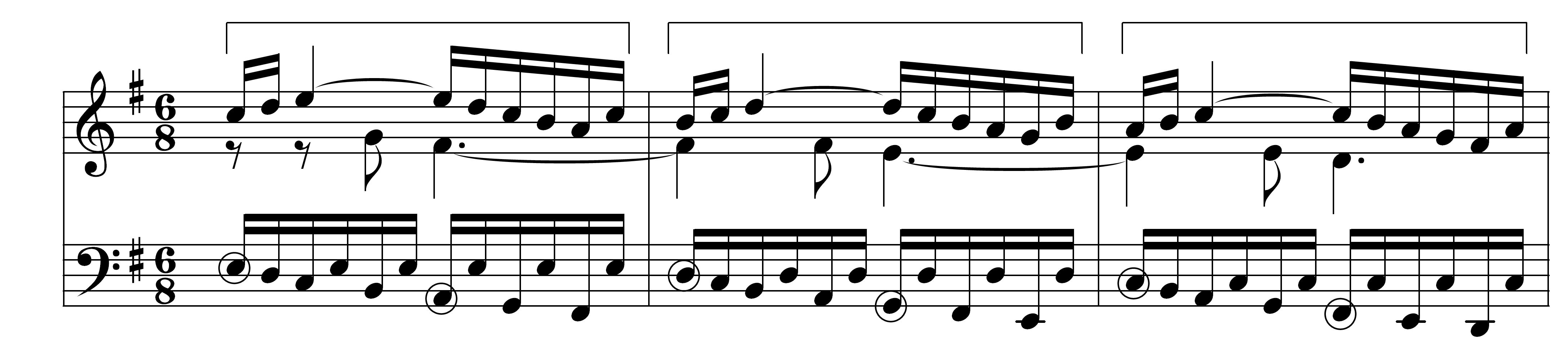
Séquence musicale du Prélude et fugue en sol majeur de Bach

La fugue à trois voix, notée 
, longue de 86 mesures.
Le sujet de quatre mesures et de trente notes, est formé d'une question-réponse (les sauts de septièmes formant une double question) et d'une duplication de deux cellules rythmiques (a et b) qui se copient (a’ b’). La cellule a est en intervalles conjoints, alors que b est en intervalles disjoints.

Ce morceau brillant, non exempt d'humour, est un jaillissement musical de la première à la dernière note. Le sujet, riche et multiforme, y emprunte deux formes : rectus et inversus.
L'exposition se déroule normalement (mesures 1–15), mais Bach renverse son sujet (inversus) et le contre-sujet, pour une contre-exposition alto, soprano, basse (départs mesures 20, 24, 28), en développant formellement le morceau de plus en plus librement. Après un nouveau groupe d'entrée soprano, alto, Bach enchaîne canon (sujet tronqué), pédale et marches par deux fois, avant de représenter le renversement du sujet à la basse, mesure 69.
Si le contre-sujet est peu présent dans la seconde partie, en revanche sa traine (mesure 9), aux allures de concerto, en sixtes avec la voix d'alto, est l'objet d'un traitement dans les divertissements, que l'écriture à trois voix répartie avec variété.

## Genèse
Il existe une version plus courte de 16 mesures, copiée par Forkel. Bach en conserve 13 mesures pour la version définitive, puis reprend la fin, ajoutant quatre mesures importantes où il renforce le lien thématique avec la fugue tout en rehaussant la portée expressive, dans une marche de septièmes, intervalle figurant dans le sujet.

## Postérité
Théodore Dubois en a réalisé une version pour piano à quatre mains, publiée en 1914.